# Synsynella choprai
Synsynella choprai là một loài chân đều trong họ Bopyridae. Loài này được Pearse miêu tả khoa học năm 1932.